# Hierodula immaculifemorata
Hierodula immaculifemorata är en bönsyrseart som beskrevs av Werner 1922. Hierodula immaculifemorata ingår i släktet Hierodula och familjen Mantidae. Inga underarter finns listade i Catalogue of Life.